# دوري السوبر السلوفاكي 1994–95
دوري السوبر السلوفاكي 1994-95 (بالسلوفاكية: 1. slovenská futbalová liga 1994/1995)‏ هو الموسم 2 من  دوري السوبر السلوفاكي. أشرف على تنظيمه اتحاد سلوفاكيا لكرة القدم، وكان عدد الأندية المشاركة فيه  12، وفاز فيه نادي سلوفان براتيسلافا.